# Bandikutfélék
A bandikutfélék (Peramelidae) az erszényesek (Marsupialia) közé tartozó bandikutalakúak (Peramelemorphia) rendjének egy családja.

## Rendszerezés
A családba 3 alcsalád, 6 nem és 20 faj tartozik.
- Bandikutformák (Peramelinae) alcsaládja
  - Isoodon – Desmarest, 1817 – 3 faj
    - arany bandikut (Isoodon auratus)
    - nagy bandikut (Isoodon macrourus)
    - kis bandikut (Isoodon obesulus)

  - Perameles – É. Geoffroy Saint-Hilaire, 1804 – 6 faj
    - †Perameles allinghamensis
    - nyugati bandikut (Perameles bougainville)
    - †Perameles bowensis
    - †sivatagi bandikut (Perameles eremiana)
    - sávos bandikut (Perameles gunnii)
    - hosszúorrú bandikut (Perameles nasuta)

  - Crash - 1 kihalt faj
    - Crash bandikut (Crash bandicoot)

- Tüskésbandikut-formák (Echymiperinae) alcsaládja
  - Echymipera – Lesson, 1842 – 5 faj
    - Clara-tüskésbandikut (Echymipera clara)
    - kiriwana-szigeti tüskésbandikut (Echymipera davidi)
    - Echymipera echinista
    - közönséges tüskésbandikut (Echymipera kalubu)
    - Echymipera rufescens

  - Microperoryctes – Stein, 1932 – 3 faj
    - csíkos tüskésbandikut (Microperoryctes longicauda)
    - kis tüskésbandikut (Microperoryctes murina)
    - Microperoryctes papuensis

  - Rhynchomeles – Thomas, 1920 – 1 faj
    - seram-szigeti tüskésbandikut (Rhynchomeles prattorum)

- Esőerdei bandikutformák (Peroryctinae) alcsaládja
  - Peroryctes – Thomas, 1906 – 2 faj
    - óriás bandikut (Peroryctes broadbenti)
    - Raffray-bandikut (Peroryctes raffrayana)